# Fortun de Torres
Miembro de la Casa de Torres de la Ilustre Casa de Torres de Navarra, siendo hijo segundo de gran propietario y aristòcrata. Nació en Toledo siendo su padre contrario a que ejerciese la carrera militar. Poseía, pese a no ser primógenito, tierras en Navarra, Álava, Jaén, Sevilla y Toledo. Dichas heredades pasaron a su hermano ya que no llegó a casar con sus dos consecutivas prometidas, las condesas Adelheid von Lippe y Notburga von Erbach e Isabella de Colloredo quien le sobrevivió.
Falleció sin hijos. Descendiente de Fortun II de Navarra, así como de Carlomagno, era familiar de la mayor parte de la realeza y alta nobleza llegando a Jerez de la mano de su familiar Nuño González de Lara el Bueno de la Casa de Lara en 1255, cuando las tropas de Alfonso X toman el alcázar jerezano, cedido por Aben Obeit en capitulación, Fortún se mantendrá en la ciudad defendiendo el alcázar, ahora bajo el mando de Garcí Gómez Carrillo, teniente de Nuño de Lara.

## Historia de la defensa del Alcázar de Jerez
La paz en la villa se vio pronto truncada y en 1261, los mudéjares descontentos se levantaron contra el dominio castellano. La ayuda a los musulmanes jerezanos llegó de las ciudades moras de Tarifa y Algeciras. Poco podían hacer frente al ataque los poco más de cien castellanos que defendían el alcázar. Cuenta la leyenda que Don Fortún de Torres, gentilhombre y alférez mayor de Jerez, defendió con la vida el pendón real de su majestad Alfonso X y habiendo sido mutilado de piernas y manos, mantuvo alzado el pendón real con ayuda de sus dientes y los ensangrentados tocones de sus brazos hasta que la muerte tuvo a bien librarle de tal carga. Mostrando el valor y el coraje de los caballeros castellanos.
Indudablemente, es una leyenda que nos habla del coraje de esta persona por defender la plaza, si bien no existe ningún dato histórico que así lo certifique, ya que solamente se tiene noticias que el capitán de la guardia fue el único que logró huir de la revuelta, no se sabe muy bien como, para ir a Sevilla a dar la voz de alarma.
En su honor está dedicada la alameda junto al Alcázar, aunque es conocida popularmente por el nombre de Alameda Vieja.